# José Villaldea Garrido
José Villaldea Garrido (* 4. August 1966 in Gijón) ist ein spanischer Handballtrainer. Zuvor spielte er selbst Handball, er war auf den Spielpositionen linker und mittlerer Rückraum eingesetzt.

## Spielerkarriere

### Verein
„Chechu“ Villaldea spielte in der Saison 1984/85 für den spanischen Drittligisten Lagiso Grupo Covadonga in seiner Heimatstadt Gijón. Die folgenden beiden Jahre verbrachte er bei CB Naranco in der Liga Asobal, der ersten spanischen Liga. 1987 nahm der Ligakonkurrent TEKA Santander den 1,88 m großen Rückraumspieler unter Vertrag. Mit Santander gewann er 1989 die Copa del Rey, 1990 den Europapokal der Pokalsieger, 1991 und 1992 die Copa Asobal; im Europapokal der Landesmeister 1992 unterlag man im Finale gegen den kroatischen Meister Badel 1862 Zagreb. In der Saison 1992/93 lief er für ein Jahr für Portland San Antonio auf, ehe er nach Santander zurückkehrte. Obwohl Santander im Frühjahr 1994 nach dem Rückzug des Hauptsponsors TEKA in finanzielle Schwierigkeiten geraten war, blieben Villaldea und alle weiteren Spieler dem Verein treu. Am Saisonende gewann die Mannschaft sowohl die spanische Meisterschaft als auch die EHF Champions League 1993/94. 1995 war man erneut in der Copa del Rey sowie in der Supercopa Asobal erfolgreich. Im Europapokal der Pokalsieger 1995/96 unterlag Santander dem deutschen Pokalsieger TBV Lemgo. Von 1996 bis zu seinem Karriereende im Jahr 2000 spielte Villaldea wieder für San Antonio. Nach dem zweiten Platz in der Liga und dem Finaleinzug in der Copa del Rey 1988 konnte er mit der Mannschaft in der Copa del Rey 1999 den ersten Titel der Vereinshistorie feiern. Im Jahr 2000 wurde man erneut Zweiter hinter dem FC Barcelona. Dafür gewann Portland den Europapokal der Pokalsieger 1999/2000 im Finale gegen den ungarischen Vertreter Dunaferr SE. Mit 178 Toren wurde Villaldea in der Saison 1997/98 Torschützenkönig der Liga Asobal.

### Nationalmannschaft
Mit der spanischen Juniorennationalmannschaft gewann Villaldea die Silbermedaille bei der U-21-Weltmeisterschaft 1987 hinter Gastgeber Jugoslawien. Bei den Mittelmeerspielen 1987 in Latakia errang die Auswahl die Bronzemedaille.
In der spanischen A-Nationalmannschaft debütierte Villaldea beim 19:15 gegen die Schweiz am 4. Januar 1989 in Almeria. Bei den Goodwill Games 1990 in Seattle wurde Spanien Dritter. Mit der „Selección“ belegte er bei der Weltmeisterschaft 1993 in der Schweiz und bei der Europameisterschaft 1994 in Portugal den 5. Rang. Nach der Europameisterschaft kam er nicht mehr für Spanien zum Einsatz. Insgesamt bestritt er 43 Länderspiele, in denen er 92 Tore erzielte.

## Trainerkarriere
Nur eine Woche nach dem Ende seiner Spielerlaufbahn übernahm Villaldea seinen alten Verein RGC Covadonga. Ab 2002 betreute er die spanische Juniorennationalmannschaft. Im Jahr 2008 wurde er Trainer bei San Antonio, die nach dem Rückzug ihres langjährigen Hauptsponsors finanziell nicht mehr mit Barcelona und BM Ciudad Real mithalten konnten. Als Assistent von Cheftrainer Manolo Cadenas gewann er mit Spaniens A-Auswahl bei der Europameisterschaft 2014 die Bronzemedaille und bei der Europameisterschaft 2016 die Silbermedaille. Bei der Weltmeisterschaft 2015 wurde er mit Spanien Vierter. Als Cheftrainer der Spanier stand er bei drei Spielen an der Seitenlinie. Derzeit ist Villaldea Trainer und Sportkoordinator bei Covadonga.